# Emil Angelow
Emil Rosenow Angelow (bulg.: Емил Ангелов; * 17. Juli 1980 in Chaskowo, FIFA-Schreibweise laut englischer Transkription: Emil Angelov) ist ein ehemaliger bulgarischer Fußballspieler. Er bestritt insgesamt 238 Spiele in der bulgarischen A Grupa und der türkischen Süper Lig. In den Spielzeiten 2005/06 und 2006/07 gewann er mit Lewski Sofia die bulgarische Meisterschaft.

## Vereinskarriere
Angelows Profilaufbahn begann beim FK Swilengrad, für den er schon in der Jugend spielte. Nach einer Saison wechselte er zu Tschernomorez Burgas, wo er dreieinhalb Jahre lang aktiv war und in 77 Spielen 25 Tore erzielte. Im Januar 2004 verpflichtete ihn Lewski Sofia; in der Rückrunde der Saison 2003/04 wurde er beim Hauptstadtverein 15-mal eingesetzt und erzielte drei Tore. Er wurde zum Stammspieler (Saison 2004/05: 27 Einsätze mit zehn Torerfolgen, 2005/06: 24 Spiele mit sechs Treffern, 2006/07 23 Einsätze, neun Tore) und gewann mit Lewski 2005 den Pokal sowie den Supercup. 2006 konnte er mit seinem Team die Meisterschaft feiern, 2007 gar das Double. Insgesamt ist er bei Lewski 89-mal in der Liga zum Einsatz gekommen, dabei erzielte er 28 Tore.
Für Lewski spielte Angelow auch sechsmal in der Champions League und Champions-League-Qualifikation sowie 15-mal in UEFA-Pokal und dessen Qualifikationsspielen. Dabei konnte die Mannschaft im UEFA-Pokal 2005/06 bis ins Viertelfinale vordringen, schied dann jedoch gegen den FC Schalke 04 nach einer 1:3-Niederlage in Sofia und 1:1 im Rückspiel aus. Angelow erzielte dabei die 1:0-Führung in Gelsenkirchen.
Nachdem Lewskis Trainer Stanimir Stoilow zur Saison 2007/08 die Mannschaft verjüngen wollte, spielte Angelow in seinen Planungen keine Rolle mehr. Ende August 2007 absolvierte er ein Probetraining bei Energie Cottbus, wurde jedoch nicht verpflichtet. Im Januar 2008 wechselte er zu Lewskis Ligakonkurrenten Litex Lowetsch.
Im Februar 2009 wechselte er zum türkischen Erstligisten Denizlispor.
Zum Sommer 2010 wechselte er zum Aufsteiger Karabükspor. Anschließend spielte er für Anorthosis Famagusta und Beroe Stara Sagora.
Zur Saison 2012/13 kehrte er in die Türkei zurück und einigte sich mit dem Zweitligisten Torku Konyaspor. Bereits nach zwei Spieltagen löste er seinen Vertrag nach gegenseitigem Einvernehmen auf und trennte sich von Konyaspor. Anfang 2013 kehrte er zu Beroe Stara Sagora zurück. Im Sommer 2013 wechselte er in die B Grupa zum FK Chaskowo, mit dem er im Jahr 2014 den Aufstieg schaffte. Ende 2014 beendete er seine Karriere.

## Nationalmannschaft
Am 1. März 2006 setzte Trainer Christo Stoitschkow den Stürmer erstmals in der Nationalelf ein; im Freundschaftsspiel in Skopje gegen Mazedonien wurde Angelow nach der Halbzeit eingewechselt. Dies blieb bislang sein einziger Einsatz für sein Heimatland.

## Erfolge
- Bulgarischer Meister: 2006, 2007